# Корицкий (мыс)
Корицкий (яп. カモイワッカ岬) — мыс на острове Итуруп (Курильские острова).
Расположен в северной части острова Итуруп на полуострове Медвежий. Представляет собой обрывистую скалу. Близ мыса много надводных, осыхающих и подводных камней. Близ мыса расположен небольшой остров высотой 51 м. Средняя величина прилива у берегов мыса 1 м.
Административно относится Курильскому городскому округу Сахалинской области России. С точки зрения Японии оспаривающей территорию Южных Курил мыс находится в уезде Сибэторо округа Немуро губернаторства Хоккайдо. В Японии часто мыс Корицкий называется самой северной точкой Итурупа и всей Японии, однако самой северной точкой Итурупа является расположенный в 3 км к востоку мыс Тепта, а самой северной точкой Японии с учётом северных территорий является небольшой остров поблизости мыса Корицкий.